# Cauaíbes
Kawahiva (primeiramente grafado como kawahib e que recebeu outras grafias ao longo dos anos, como kagwahib, kagwahiv, kawahiv) é como se chamam vários grupos indígenas brasileiros do sudoeste amazônico, localizados nos estados de Amazonas, Mato-Grosso e Rondônia). São falantes de língua homônima, o Kawahiva, pertencente à família Tupi-Guarani que, por sua vez, é um ramo do Tronco Tupi.
Grupos que se chamam de Kawahiva são também conhecidos pelo exônimos de piripkura, juma, parintintin, tenharin, jiahui, caripuna, amondawa e os uru-eu-wau-wau.

## História
O grupo étnico autodenominado kagwahiva é originário da região da nascente do rio Tapajós, onde viveu entre os séculos XVIII e XIX. Ao longo do século XIX, o grupo fragmentou-se em decorrência de conflitos com outras comunidades indígenas ou da ação de colonizadores. A partir de 1920, teve contatos constantes com os brancos através do antigo Serviço de Proteção aos Índios e, posteriormente, da Fundação Nacional do Índio.

## Terras Indígenas
Lista das Terras Indígenas Tupí-Kawahíwa:
Amazonas:
- T.I. Nove de Janeiro (Parintintín)
- T.I. Ipixuna (Parintinitn)
- T.I. Tenharim
- T.I. Tenharim – Gleba B
- T.I. Tenharim - Sepoti
- T.I. Diahói

Rondônia:
- T.I. Karipúna
- T.I. Uru-Eu-Wau-Wau (Jupaú, Amondáwa, Júma)

Mato Grosso e Pará:
- T.I. Apiaká do Pontal (Apiaká e Kawahíwa Isolados)
- T.I. Apiaká-Kayabí
- T.I. Batelão (Kayabí)
- T.I. Piripkúra: nos municípios de Colniza e Rondolândia (MT)
- T.I. Kawahíwa do Rio Pardo (Kawahíwa Isolados)
- Parque Indígena do Xingu (PIX) (Kayabí)

A Terra Indígena Kawahiva do Rio Pardo, habitada por indígenas no contatados, está localizada entre os municípios de Colniza, no Mato Grosso, e Novo Aripuanã, no Amazonas.

## Etnias
Lista das etnias Tupí-Kawahíwa (Aguilar 2015):
| Etnia                            | ISO 639 | Estado                      | Outros nomes                                                | População | Língua                                           |
| -------------------------------- | ------- | --------------------------- | ----------------------------------------------------------- | --------- | ------------------------------------------------ |
| Amondáwa                         | adw     | Rondônia                    | Amondava                                                    | 123       | Amondáwa; Português                              |
| Apiaká                           | api     | Mato Grosso, Pará, Amazonas | Apiacá                                                      | 799       | Português; Apiaká (“lembradores da língua”)      |
| Diahói                           | pah     | Amazonas                    | Jiahui                                                      | 135       | Português; Diahói (“lembradores da língua”)      |
| Júma                             | jua     | Amazonas                    | Yuma                                                        | 12        | Júma; Português                                  |
| Karipúna de Rondônia             | kmv     | Rondônia                    | Karipúna de Guaporé, Caripuna, Karipúna, Ahé                | 21        | Português; Karipúna (“lembradores da língua”)    |
| Kayabí                           | kyz     | Mato Grosso, Pará           | Kajabi, Kaiabi, Parua, Maquiri, Caiabi, Kayabí, Cajabi      | 1.814     | Kayabí; Português                                |
| Parintintín                      | pah     | Amazonas                    | Cabahyba                                                    | 477       | Português; Parintintín (“lembradores da língua”) |
| Tenharim                         | pah     | Amazonas                    | (Kagwahiva)                                                 | 525       | Tenharim; Português                              |
| Uru-Eu-Wau-Wau                   | urz     | Rondônia                    | Urupain, Uru-Pa-In, Jupaú, Bocas-negras, Bocas-pretas, etc. | 184       | Uru-Eu-Wau-Wau; Português                        |
| Isolados do Madeirinha           |         | Mato Grosso                 | Kawahiva do Rio Pardo                                       | ?         | (Tupi-Kawahíwa)                                  |
| Isolados do Teles Pires          |         | Mato Grosso                 | (Isolados do Rio São Tomé)                                  | ?         | Apiaká                                           |
| Piripkúra (recém-contatados)     |         | Mato Grosso                 | Piripkúra                                                   | 2 (3)     | (Tupi-Kawahíwa)                                  |
| Isolados da T. I. Uru-Eu-Wau-Wau |         | Rondônia                    | (Parakwara, Isolados de Rondônia, Jurureis)                 | ?         | (Tupi-Kawahíwa)                                  |

Lista dos povos Tupí-Kawahíb (SIL 1977; citado em Sampaio 2001, p. 89-90):
| Povo/Língua                   | Localização                                                                    |
| ----------------------------- | ------------------------------------------------------------------------------ |
| Amondava                      | Rondônia                                                                       |
| Apiaká                        | Norte do Mato Grosso, acima do rio Tapajós em confluência com o rio São Miguel |
| Juma                          | Amazonas, acima do Ipixuna e Tabocal, tributários do rio Purus                 |
| Tenharim (incluindo o Diahoi) | Rio Marmelos, ao sul do Amazonas                                               |
| Karipuna                      | Rio Jaci-Paraná, em Rondônia                                                   |
| Morerebi                      | Rio Preto e rio Marmelos, ao sul do Amazonas                                   |
| Paranawat                     | Rondônia, nos tributários do rio Ji-Paraná: rio Machado e rio do Sono          |
| Tukumanfed                    | Rondônia, na boca do Cacoal, tributário do rio Ji-Paraná                       |
| Uru-eu-uau-uau                | Rondônia                                                                       |